# إيفان فون مولر
إيفان فون مولر (بالألمانية: Iwan von Müller)‏ هو عالم لغوي كلاسيكي ألماني، ولد في 20 مايو 1830 في فونزيدل في ألمانيا، وتوفي في 20 يوليو 1917 في ميونخ في ألمانيا.